# Alexander Dmitrijewitsch Knysch
Alexander Dmitrijewitsch Knysch (russisch Александр Дмитриевич Кныш; wiss. Transliteration Aleksandr Dmitrievič Knyš; geb. 1957 in Sassowo, Oblast Rjasan, UdSSR), auch in der Schreibung Knyž  bzw. Knysh,  ist ein russisch-amerikanischer Islamwissenschaftler und Hochschullehrer, der verschiedene Beiträge zum Sufismus geliefert hat.

## Leben und Wirken
Knysch wurde 1957 in Sassowo in der Oblast Rjasan geboren. Er machte 1979 einen Abschluss in arabischer Philologie am Institut für Orientalistik der Staatlichen Universität Leningrad. 1986 promovierte er in Islamwissenschaft über „Osnovnye istočniki dlja izučenija mirovozzrenija Ibn ‘Arabi: Fusus al-chikam i al-Futuchat al-makkija“ (Основные источники для изучения мировоззрения Ибн ‘Араби: Фусус ал-хикам и ал-Футухат ал-маккийа / Die wichtigsten Quellen für das Studium der Weltanschauung von Ibn Arabi: Fusus al-hikam und al-Futuhat al-makkiya) bei A. B. Chalidow. Zu seinen Interessengebieten zählen islamische Geschichte, Sufismus, Geschichte des islamischen theologischen Denkens sowie der Islam im Jemen und im Nordkaukasus. Seit 1991 arbeitet er in den USA. Er lehrt als Professor für Islamwissenschaft am Department of Near Eastern Studies der University of Michigan. Seit 2005 ist er der für den Sufismus zuständige Bereichsredakteur bei der Encyclopaedia of Islam Three (Verlag: Brill).

## Publikationen (Auswahl)
- Islam in historical perspective. Second edition. Routledge, Taylor & Francis Group; New York, London 2017
- Islamic mysticism. Brill, Leiden 2000 (Online)
- Ibn ‘Arabi in the Later Islamic Tradition: The making of a polemical image in medieval Islam, SUNY Press, 1999 (SUNY Series in Islam), Inhaltsübersicht
- (Übers.): Al-Qushayri’s Epistle on Sufism: Al-risala Al-qushayriyya Fi 'ilm Al-tasawwuf. (Great Books of Islamic Civilization). 2007